# Ichthyophis pseudangularis
Ichthyophis pseudangularis é uma espécie de anfíbio gimnofiono. É endémica do Sri Lanka. Parece ser menos comum do que Ichthyophis glutinosus. Ocorre em florestas, plantações de borracha, zonas rurais e quintas, zonas húmidas e pastagens. É subterrânea, com reprodução ovípara, ovos terrestres e larvas aquáticas em riachos.